# Concerto pour piano de Clara Schumann
Pour les articles homonymes, voir Concerto pour piano (homonymie).
Le Concerto pour piano en la mineur, op. 7, est une œuvre pour piano et orchestre composée par Clara Wieck entre 1833 et 1835, avant son mariage avec Robert Schumann. Il a été créé le 9 novembre 1835 avec la compositrice au piano accompagnée par l'Orchestre du Gewandhaus de Leipzig sous la direction de Felix Mendelssohn.

## Histoire
Née en septembre 1819, Clara Wieck a déjà publié ses premières compositions à l'âge de neuf ans. Elle termine de composer ce premier concerto l'année de ses seize ans. Cinq ans plus tard, en 1840, elle épouse le compositeur Robert Schumann.
La compositrice interprète son concerto pour la première fois à Leipzig en 1835 et effectue quelques révisions avant la publication des parties séparées de piano et d'orchestre en janvier 1837 avec une dédicace à Louis Spohr.
Clara Schumann compose par la suite un mouvement d'un second concerto inachevé pour piano, en fa mineur, en 1847.

## Instrumentation
En accompagnement du piano soliste l'orchestre comprend : 2 flûtes, 2 hautbois, 2 clarinettes en la, 2 bassons, 2 cors en la, 2 trompettes en ut, un trombone, deux timbales en la et en mi, les violons I & II, les altos, les violoncelles et les contrebasses.

## Structure
Le concerto est en trois mouvements :  
1. Allegro maestoso (en la mineur)
2. Romanze. Andante non troppo con grazia (en la bémol majeur )
3. Finale. Allegro non troppo - Allegro molto (en la mineur)

Durée moyenne d'exécution : 22 minutes.

## Discographie
- Veronica Jochum (piano), Orchestre symphonique de Bamberg dirigé par Joseph Silverstein, 1992, Tudor
- Margarita Höhenrieder (piano), Neue Philharmonie Westfalen Orchestra dirigé par Johannes Wildner, RCA
- Francesco Nicolosi (piano), Alma Mahler Sinfonietta dirigé par Stefania Rinaldi, 2004, Naxos
- Brigitte Engerer (piano), Orchestre régional de Cannes dirigé par Philippe Bender, 2010, L'empreinte digitale
- Ragna Schirmer (piano), Orchestre Staatskapelle Halle dirigé par Ariane Matiakh, 2017, Berlin Classics